# 血桐针壳炱
血桐针壳炱（学名：Irenopsis macarangae）是属于小煤炱目小煤炱科针壳炱属的一种真菌，寄生在血桐属植物上。该种分布于中国、乌干达。